# Jan Wojciech Piekarski
Jan Wojciech Piekarski (ur. 1941 w Radomiu) – polski dyplomata i wykładowca, ambasador RP w Belgii i Luksemburgu (1998–2002) i Izraelu (2003–2006) oraz ambasador PRL w Pakistanie (1984–1989), ambasador ad personam, sekretarz Komitetu Zakładowego PZPR w MSZ w 1983.

## Życiorys
Ukończył IV Liceum Ogólnokształcące im. Tytusa Chałubińskiego w Radomiu, po czym kształcił się na Wydziale Prawa Uniwersytetu Warszawskiego oraz w Studium Afrykanistycznym UW. W 1984 został absolwentem Podyplomowego Studium Służby Zagranicznej w Polskim Instytucie Spraw Międzynarodowych.
Po studiach był zatrudniony w Towarzystwie „Polonia” oraz Centralnej Radzie Związków Zawodowych. W latach 1966–1967 wchodził w skład Międzynarodowej Komisji Nadzoru i Kontroli w Laosie. W 1974 podjął pracę w Ministerstwie Spraw Zagranicznych – w drugiej połowie lat 70. pełnił obowiązki I sekretarza ambasady PRL w Iranie, a od 1984 do 1989 sprawował funkcję ambasadora w Pakistanie.
W latach 1976–1989 był zarejestrowanym tajnym współpracownikiem wywiadu wojskowego PRL. Jego sprawę prowadził Zarząd II Sztabu Generalnego WP. Działał pod pseudonimem „Saim”.
W latach 1989–1991 był odpowiedzialny za ponowne nawiązanie stosunków z Izraelem, pomoc przy transferze Żydów z ZSRR do Izraela oraz przygotowanie pierwszej wizyty Lecha Wałęsy w Izraelu. W latach 1991–1994 na prośbę władz USA kierował sekcją, która reprezentowała interesy amerykańskie w Iraku, za co uzyskał Złoty Medal Departamentu Stanu. Po powrocie do kraju stał na czele Protokołu Dyplomatycznego MSZ (1994–1997). W 1998 objął funkcję ambasadora RP w Belgii i Luksemburgu (do 2002), po czym przez krótki okres kierował Departamentem Azji i Pacyfiku MSZ. Był wykładowcą w Krajowej Szkole Administracji Publicznej oraz Szkole Głównej Handlowej w Warszawie. W latach 2003–2006 był ambasadorem RP w Izraelu. Jest autorem książki „Niezbędnik dyplomatyczny i protokolarny” oraz współautorem (wraz z C. Ikanowiczem) podręcznika „Protokół dyplomatyczny i dobre obyczaje”.

## Wybrane odznaczenia
- Złoty Krzyż Zasługi (1973)
- Krzyż Kawalerski Orderu Odrodzenia Polski (1997)[8]
- Złoty Medal „Za zasługi dla obronności kraju”
- Srebrne Odznaczenie im. Janka Krasickiego
- Złota Odznaka Zrzeszenia Studentów Polskich
- Złoty Medal Departamentu Stanu USA za wybitne zasługi (1994)
- Komandor Legii Honorowej Republiki Francuskiej (1996)
- Krzyż Wielki Orderu Zasługi (Norwegia, 1996)[9]
- Krzyż Wielki z Gwiazdą Orderu Zasługi Republiki Włoskiej (1997)
- Krzyż z Gwiazdą Orderu Feniksa Republiki Greckiej (1997)
- Krzyż Wielki Oficerski Orderu Zasługi Republiki Portugalskiej (1997)
- Kawaler Ukraińskiego Orderu Jarosława Mądrego (1997)
- Krzyż Komandorski Orderu Wielkiego Księcia Gedymina (1997)[10]
- Krzyż Wielki z Gwiazdą Belgijskiego Orderu Leopolda II (1999)
- Krzyż Wielki z Gwiazdą Belgijskiego Orderu Leopolda I (2002)
- Order Wschodzącego Słońca Cesarza Japonii (2002)[2]